# 府右街

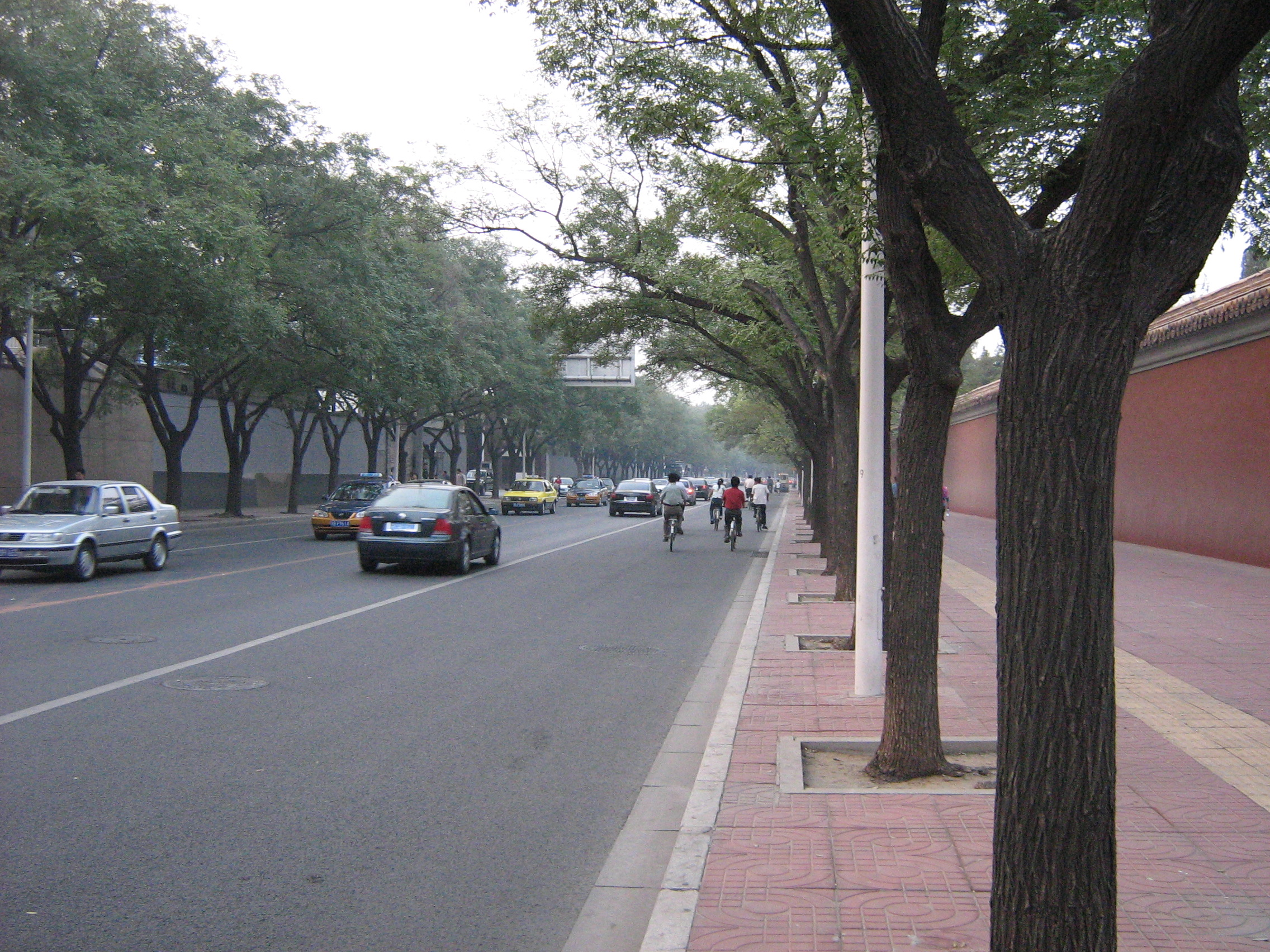
府右街，灵境胡同东口以南段。
自南向北拍摄，右侧为中南海红墙

39°54′34″N 116°22′33″E / 39.909356°N 116.375786°E
府右街是位于中国北京市西城区中部的一条道路。

## 简介
府右街为南北走向，南至西长安街，北达西安门大街东口（即文津街西口），中间与西侧的灵境胡同交叉形成丁字路口。其东侧为中南海西墙，灵境胡同东口以南为红墙，属于原北京皇城西墙，灵境胡同东口以北的墙体为中华民国时期修建。
府右街原名“灰厂夹道”，明朝即已存在。1913年袁世凯就任中华民国大总统，将总统府设在中南海，由于灰厂夹道在总统府西侧，自北向南看为右侧，因此将该道路改名为“府右街”。
文化大革命中曾改名“韶山路”，后改回原名。

## 故居
府右街137号为清仪亲王永璇府邸旧址。《啸亭续录》：“仪亲王府在长安街，系耿仲明宅。谨案：王讳永璇，高宗八子，谥曰慎。今其孙贝勒奕絪袭封，府在街北，院宇宏邃林亭尤美。”